# Colletes arztbergi
Colletes arztbergi là một loài Hymenoptera trong họ Colletidae. Loài này được Kuhlmann mô tả khoa học năm 2003.